# Карма в действии
«Карма в действии» (англ. «Instant Karma») — пятый эпизод шестого сезона сериала «Доктор Хаус».

## Содержание
У бизнесмена Роя больной сын Джек, которого не могут вылечить частные врачи. Отец направляется в клинику Принстон-Плайнборо, чтобы записать сына к самому лучшему диагносту, доктору Хаусу. Симптомы мальчика: боль в животе, жар, обезвоживание, диарея, потеря веса. Хаус заводит новую историю болезни. На новом рентгене Кэмерон замечает запор, отсутствующий на ранних снимках. Хаус считает, что у пациента болезнь Гиршпрунга. Команда делает бариевую клизму и биопсию толстого кишечника. Мальчику становится лучше, но вскоре у него начинаются конвульсии, паралич прямой мышцы глаза и сильно повышается внутричерепное давление.
Чейз проводит трепанацию, по снимкам команда понимает, что в брюшной полости, как и в мозге, начинает скапливаться жидкость. Команда вставляет шунты и понимает, что у мальчика рак мозга. Хаус приказывает сделать биопсию мозговой оболочки, но она не подтверждает рак мозга. Хаус считает, что у мальчика аденокарцинома желудка и приказывает провести эндоскопию, чтобы сделать биопсию, но у Джека возникает повторный приступ.
Кэмерон думает, что у него абдоминальная эпилепсия и команда начинает лечение. Однако анализ не подтверждает версию Кэмерон, а у мальчика возникают пузырьки на груди. Чейз думает, что у Джека узелковый периартериит, но Хаус узнает, что пузырьки появились и на пенисе, так считает, что диагноз — болезнь Дэго. Хаус сообщает новость Рою и говорит, что мальчик проживет не больше суток.
Рой считает, что из-за кармы у него много денег, но больной сын. Поэтому он отказывается от своих сбережений, компаний, дома. Вскоре у Джека возникает остановка сердца, команда возвращает его к жизни, но состояние значительно ухудшается. В разговоре с Уилсоном Хаус понимает, что у пациента первичный антифосфолипидный синдром. Команда начинает лечение и мальчик выздоравливает.

## Музыка
- Fanfarlo — «Fire Escape» (Звучит в кафе, когда Хаус встречает Тринадцатую)
- Рей Ламонтейн — «Sarah» (Заключительная сцена)

## Эфир и рейтинги
Эпизод «Карма в действии» вышел в эфир на телеканале Fox 12 октября 2009 года. Примерно количество зрителей, смотревших первый показ, оценивается в 13,50 миллиона человек.